# بالون معدي
البالون المعدي، المعروف أيضًا ببالون المعدة، هو جهاز طبي قابل للنفخ يوضع مؤقتًا داخل المعدة للمساعدة على تقليل الوزن. البالون المعدي مصمم للمساعدة في فقدان الوزن عندما يفشل النظام الغذائي وممارسة الرياضة وعندما تكون الجراحة غير مرغوبة أو غير موصى بها للمريض.

## الاستخدامات الطبية
البالونات المعدية بديل لجراحة علاج البدانة (أو جراحة إنقاص الوزن)، وتُعرض بشكل عام على المرضى الذين مؤشر كتلة الجسم لديهم أقل من 35. تُصمم البالونات المعدية أيضًا للمرضى الذين يحتاجون إلى الدعم من أجل فقدان الوزن ولكنهم لا يرغبون بالتدخلات الجراحية.
تساعد البالونات المعدية على تحفيز فقدان الوزن عن طريق زيادة الشعور بالشبع وتأخير إفراغ المعدة وتقليل كمية الطعام المتناولة في كل وجبة. تشغل البالونات المعدية مساحة في المعدة، ما يحد من كمية الطعام التي يمكن الاحتفاظ بها. يخلق ذلك شعورًا مبكرًا بالامتلاء والشبع. يؤدي تقليل تناول الطعام بعد ذلك إلى فقدان الوزن.

## البالونات المعدية التنظيرية
تتطلب معظم البالونات التنظير لإزالتها أو وضعها. عادة ما توضع لمدة تصل إلى ستة أشهر، إلا أن بعض الأجهزة توضع لمدة اثني عشر شهرًا. ثم يُزال الجهاز باستخدام التنظير مرة أخرى. لا يُنصح بوضعها لفترات أطول بسبب خطر تلف جدار الأنسجة وتلف البالون. يُستكمل استخدام البالون بالمشورة والدعم الغذائي أو النصائح.
إن وضع البالون بالمنظار هو أمر مؤقت ويمكن عكسه دون شقوق جراحية. يختلف البالون المعدي المستخدم لإنقاص الوزن عن بالون سينغستيكن-بليكمور المستخدم لوقف نزيف المريء والمعدة.

## البالونات المعدية غير التنظيرية
كان انتشار البالون المعدي محدودًا حتى وقت قريب بسبب الحاجة إلى التنظير الداخلي لوضعه أو إزالته.
تقدم البالونات المعدية التي لا تحتاج إلى التنظير بديلًا واعدًا عن البالونات التنظيرية القديمة. البالونات غير التنظيرية بديل أقل توغلًا عن جراحة إنقاص الوزن.
في 2015، أصبح بالون ألوريون المعدي البيضاوي أول بالون معدي غير تنظيري قابل للابتلاع في العالم عندما حصل على الموافقة في أوروبا. وباستثناء بعض الحالات، فإنه لا يتطلب التنظير أو الجراحة لوضعه أو إزالته. تُبتلع كبسولة البالون المعدي غير التنظيري لتأخذ موضعها، وتمتلئ بالسائل الملحي بمجرد أن تأخذ موضعها في المعدة. بعد 16 أسبوعًا، ينكمش البالون المعدي غير التنظيري تلقائيًا ويخرج بشكل طبيعي في النهاية. وجد تحليل تلوي حديث شمل 6 دراسات أن البالون جهاز آمن يحقق فقدان وزن فعال. كان إجمالي فقدان الوزن المُجمع عند الانتهاء من العلاج (4-6 أشهر) 12.8% وبلغ خلال 12 شهرًا 10.9%.

## البالونات المعدية القابلة للتعديل
البالونات المعدية القابلة للتعديل هي بالونات يمكن زيادة حجمها أو تقليله. في حين استُخدمت البالونات المعدية غير القابلة للتعديل بنجاح لإنقاص الوزن على مدى السنوات الثلاثين الماضية، إلا أن وظيفة التعديل طُورت لمعالجة القضايا التالية: (1) تباين الاستجابة وانخفاض الفعالية بعد 3 أشهر و(2) عدم التحمل الذي يستلزم استخراج البالون بشكل مبكر. إن تخفيف عدم التحمل من خلال تصغير البالون وتجديد فقدان الوزن من خلال نفخ البالون هو المسؤول عن ارتفاع معدلات النجاح مقارنة بالبالونات غير القابلة للتعديل. البالون المعدي القابل للتعديل سباتز3 هو أول بالون معدي مُعتمد للزرع لمدة سنة واحدة (خارج الولايات المتحدة)، في حين يتميز بوظيفة التعديل التي توفر تغييرات في حجم البالون حسب الحاجة.

## النتائج
يُستخدم الجهاز من قبل الأشخاص الذين مؤشر كتلة الجسم لديهم أكبر من 27 كغ/م2. أو بين 30 و40 كغ/م2 ولديهم مراضة مشتركة مرتبطة بالوزن. لا ينبغي استخدامه لدى المرضى الذين يعانون من مشاكل معوية معينة مثل التهاب الأمعاء أو تأخر إفراغ المعدة أو الحوامل أو الذين يتناولون مميعات الدم مثل الكومادين. يُسمح بجرعة منخفضة من الأسبرين (100 ملغ).